# Stephen Slesinger
Pour les articles homonymes, voir Slesinger.
Stephen Slesinger (25 décembre 1901 – 17 décembre 1953) était un producteur radiophonique, cinématographique et télévisuel américain, créateur de personnages de comic strip et père de l'industrie des licences. Entre 1923 et 1953, il a créé, produit, publié, développé, licencié ou représenté plusieurs légendes de la littératures populaires des années 1920, 1930 et 1940.

## Biographie
Stephen Slesinger naît le 25 décembre 1901 à New York, fils d'une seconde génération d'immigrés russes et hongrois. Son père Anthony était un artisan couturier et sa mère Augusta (née Singer), était une psychanalyste. Il a étudié à la Ethical Culture Fieldston School de septembre 1914 à juin 1919 puis à l'université Columbia. Sa jeune sœur est l'auteur et scénariste Tess Slesinger.
En 1927, Slesinger s'installe comme agent littéraire à New York. Parmi ses clients se trouvent Hendrik Willem van Loon qui est le premier auteur à remporter la Newbery Medal en 1922, les auteurs de western Zane Grey et Rex Beach, Will James et le journaliste Andy Rooney. Slesinger acquiert les droits pour les personnages des romans et peut ainsi se lancer dans la cession de droits dérivés. Ainsi il collabore avec des chaînes de télévision pour produire des dessins animés. Winnie l'ourson sera le premier dessin animé du dimanche au milieu des années 1940. Schlesinger acquiert de A. A. Milne dans les années 1930 les droits pour les États-Unis et le Canada pour le personnage de Winnie dans les années 1930. Ces droits concernent le merchandising, la télévision, les enregistrements sonores, etc. C'est donc sous son contrôle que seront créés des poupées, des disques, des jeux, une émission de radio diffusée par NBC, un dessin animé et un long-métrage. Dans les années 1950, après la mort de Slesinger, sa veuve, Shirley Slesinger Lasswell, prend en charge la société et gère de nouveaux droits. En 1961 et 1983, Stephen Slesinger, Inc. accorde certains droits sur Winnie à la Walt Disney Company.
En 1933, Slesinger acquiert les droits de sur Tarzan d'Edgar Rice Burroughs. Il crée une série de Big Little Book, des jeux et des jouets. En 1936, il s'occupe des droits d'Ozark Ike un comic strip créé par Rufus A. Gotto. Suivent d'autres strips comme Tom Mix, King of the Royal Mounted, Alley Oop, Captain Easy, Wash Tubbs, Polly the Powers Model, Charlie Chan, Buck Rogers et Og, Son of Fire, ainsi que tous les strips de la Newspaper Enterprise Association. Pour tous ces personnages il produit des comic books, des livres pour enfants et il crée des centaines d'histoires pour des Big Little Books distribués par Western Printing and Lithograph, des années 1930 à 1950.

### Créations originales
Vers la fin des années 1930, Slesinger commence à créer des séries originales dont Red Ryder et King of the Royal Mounted, qui sont les personnages de Slesinger qui connaissent le plus de succès. Il crée les strips et gère la production de livres, d'émissions de radio, de films et de nombreux autres produits dérivés. En 1938, Avec le dessinateur Fred Harman, Slesinger lance le comic strip Red Ryder qui devient très rapidement populaire. Entre 1938 et 1967, le personnage apparaît dans un strip, des comic books, un sérial et est utilisé pour vendre toute sorte de jouets et de jeux.

### Télévision et cinéma
Du milieu des années 1940 au début des années 1950, la société de Slesinger produit des films et des programmes télévisés pour des personnages dont elle détenait les droits : Winnie l'ourson, Red Ryder, King of the Royal Mounted et The West That Lives Forever. Slesinger fonde Telecomics Presents qui produit des séries composés d'images statiques de strips. 130 épisodes à peu près furent produits, chacun durant environ trois minutes. Telecomics est généralement considérée comme la première série de dessins animés produits pour la télévision.
Slesinger meurt le 17 décembre 1953 d'une hémorragie gastrique au Cedars of Lebanon Hospital de Los Angeles.